# Dassel, Minnesota
Dassel là một thành phố thuộc quận Meeker, tiểu bang Minnesota, Hoa Kỳ. Năm 2010, dân số của thành phố này là 1469 người.

## Dân số
- Dân số năm 2000: 1233 người.
- Dân số năm 2010: 1469 người.